# XM1219
XM1219는 무인 차량 중 하나이다.
XM1219는 대전차전, 대인전, 정찰, 감시 등 다양한 목적을 수행할 수 있으며 무선으로 인간에 의해 조종된다.

## 유사 모델
MULE은 몇 가지 모델이 있는데 XM1217은 운송용, XM1218은 지뢰 제거용, XM1219는 전투용이다.
위에부터 순서대로 지뢰제거용, 수송용, 전투용이다.

## 같이 보기
- TALON
- Gladiator TUGV
- SGR-A1